# Grupo Guararapes

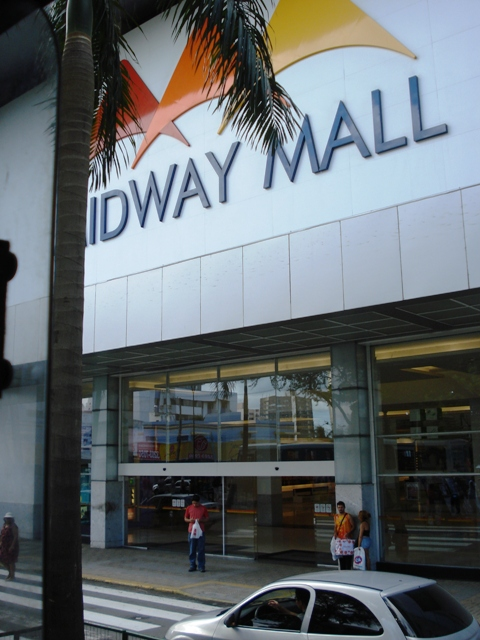
Midway Mall, o shopping center do grupo.

O Grupo Guararapes é um grupo empresarial brasileiro, o maior da América Latina no ramo têxtil e de confecção de roupas. Foi fundado no Recife em Pernambuco, e teve sua sede transferida primeiramente para Natal (Rio Grande do Norte), e depois para a cidade de São Paulo (estado homônimo), onde se encontra atualmente.

## História
Em 1947, Nevaldo Rocha cria a loja de roupas A Capital na cidade de Natal, no Rio Grande do Norte, gerando grande sucesso de vendas.
Em 1956, é fundada a Guararapes no Recife, em Pernambuco. Dois anos depois a matriz foi transferida para Natal.
Em 1979, o grupo comprou a rede Lojas Riachuelo, assim, expandindo-se para o mercado do comércio e varejo.
Entre 1987 e 1989 centenas de trabalhadores se manifestaram exigindo melhores condições de trabalho, chegando a paralisar suas atividades na greve geral organizada pela CUT em 1987.
Entre as principais marcas do grupo estão a Wolens e a Pool Original.
Além de dono das Lojas Riachuelo, da Midway Financeira, do shopping Midway Mall e do Teatro Riachuelo em Natal, o grupo possui três unidades fabris em Fortaleza no Ceará e cinco fábricas em Natal sendo uma delas a maior do grupo com 120.000 m². Atualmente o grupo conta com cerca de 40.000 funcionários.
A produção têxtil da Guararapes começou a ser destinado exclusivamente à rede Riachuelo de lojas em 2005, processo que foi concluído com sucesso em 2008. A comunicação entre as plantas fabris e as lojas é satisfeita pela Transportadora Casa Verde, que também é propriedade do Grupo Guararapes. A mudança se insere no plano maior de integração entre indústria (Guararapes têxtil), varejo (Riachuelo) e financeira (Midway) do grupo.

## Forbes
Na edição de setembro de 2012 da revista Forbes, o grupo Guararapes foi avaliado em 4,6 bilhões de reais.